# Hypositta perdita
Hypositta perdita es un taxón inválido de ave asignado a la familia Vangidae.

## Taxonomía
La especie fue descrita en 1996 a partir de dos especímenes juveniles recolectados en Madagascar en 1931, e inicialmente atribuidos a la especie del vanga trepador (Hypositta corallirostris). Al reexaminarlos se observó que tenían los tarsos anormalmente largos y los dedos muy cortos para pertenecer al vanga trepador por lo que se pensó que se trataba de una nueva especie, posiblemente extinta.
Análisis genéticos realizados en 2013 revelaron que en realidad eran de dos ejemplares juveniles de silvícola sirontsirona (Oxylabes madagascariensis) pertenecientes a un morfo de color pardo raro.